# 세인트루시아의 재외공관 목록

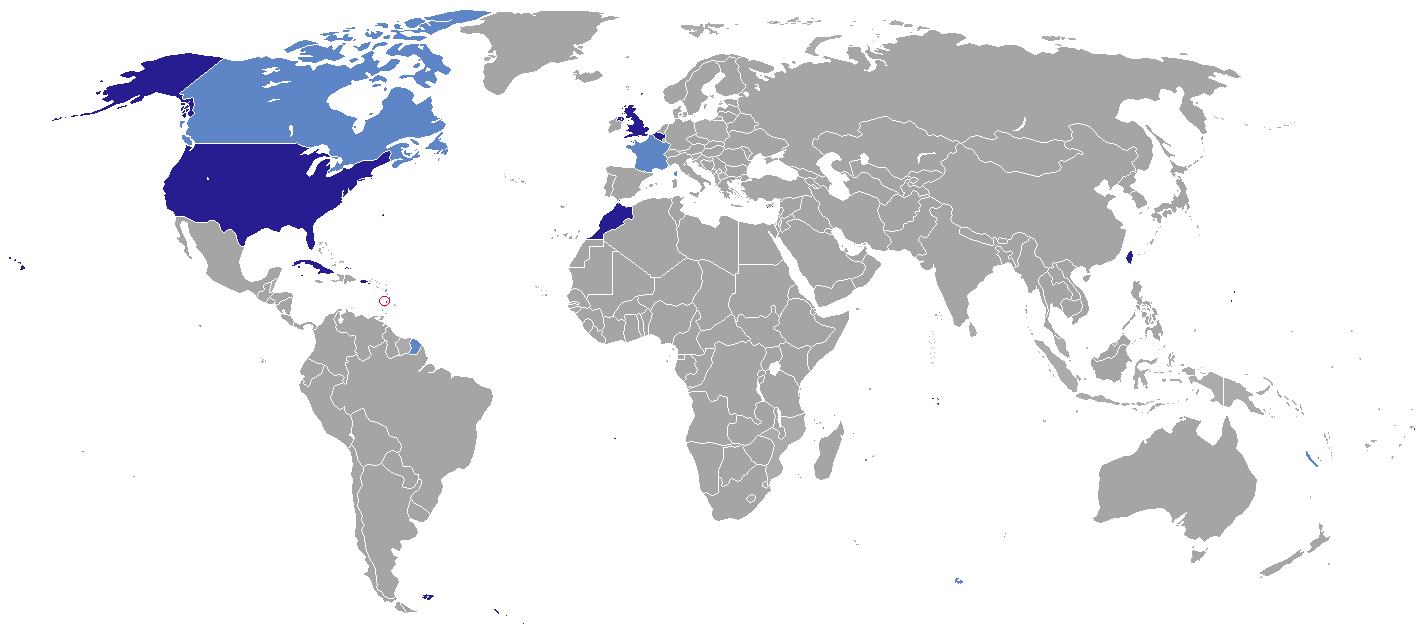
지역마다 설치된 세인트루시아 재외공관:
세인트루시아
대사관 및 고등판무관 사무소
총영사관

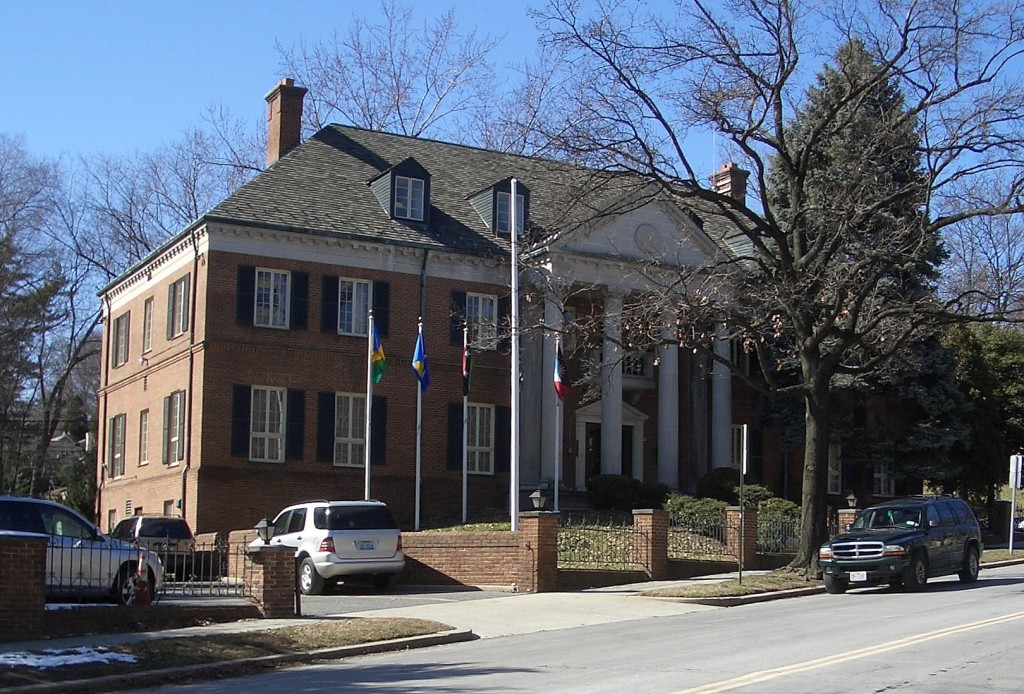
워싱턴 D.C. 주재 세인트루시아 대사관

세인트루시아의 재외공관 목록은 세인트루시아 주재 대사관과 고등판무관 사무소를 각국에 상주시켜 놓는 것을 의미하며, 세인트루시아의 재외공관을 나열한 목록이다.

## 아메리카
- 캐나다 : 토론토 (총영사관)
- 미국 : 워싱턴 D.C. (대사관), 뉴욕·마이애미 (총영사관)
- 쿠바 : 아바나 (대사관)

## 유럽
- 벨기에 : 브뤼셀 (대사관)
- 프랑스 : 포르드프랑스 (총영사관)
- 영국 : 런던 (고등판무관 사무소)

## 대표부
- UN 세인트루시아 정부 대표부 : 뉴욕
- EU 세인트루시아 정부 대표부 : 브뤼셀
- UNESCO 세인트루시아 정부 대표부 : 파리
- 미주 기구 세인트루시아 정부 대표부 : 워싱턴 D.C.